# Hans Luthardt
Hans Luthardt (* 26. Oktober 1918 in Nauborn, Kreis Wetzlar; † 19. November 1982 in Berlin-Friedrichshagen) war ein deutscher Politiker und langjähriger Parteifunktionär der DDR-Blockpartei NDPD. Er war Mitglied der Volkskammer, der Länderkammer der DDR sowie Abgeordneter in den Landtagen von Brandenburg und Thüringen.

## Leben

### Jugend und Zweiter Weltkrieg
Luthardt wurde als Sohn eines Schlossers in Nauborn im Kreis Wetzlar geboren. Nach dem Besuch der Grundschule von 1925 bis 1929 besuchte er bis 1935 das Wetzlarer Goethe-Gymnasium, welches er mit der Mittleren Reife verließ. Anschließend absolvierte er bis 1938 eine Lehre als Bau- und Maschinenschlosser bei der Wetzlarer Firma Wieser. In dieser Zeit war Luthardt Mitglied der Hitlerjugend, er beantragte am 16. Dezember 1937 die Aufnahme in die NSDAP und wurde rückwirkend zum 1. Mai desselben Jahres aufgenommen (Mitgliedsnummer 5.855.290). Nach der Lehre ging Luthardt für einige Monate zum Reichsarbeitsdienst, bis er sich noch 1938 freiwillig bei der Wehrmacht meldete.
Nach Kriegsbeginn wurde er in Polen, später in Frankreich und schlussendlich an der Ostfront eingesetzt. Am 1. Februar 1942 wurde Luthardt verwundet und lag ein Vierteljahr im Lazarett. Zwischen dem 1. November 1942 und dem 31. März 1943 war er an das Polytechnikum Friedberg abkommandiert. Nach dem anschließenden Heimaturlaub ging es für Luthardt, dessen letzter Dienstgrad Feldwebel war, ab Mai 1943 wieder an die Ostfront. Dort geriet er am 21. August 1943 im Raum Achtyrka zwischen Sumy und Poltawa im Rahmen der endgültigen Zurückeroberung von Charkow durch die Rote Armee in sowjetische Kriegsgefangenschaft.
Nach über einem Jahr Aufenthalt in einem Kriegsgefangenenlager wurde Luthardt im Oktober 1944 an eine Antifa-Schule verlegt, wo er bis April 1945 an einem Kurs teilnahm. Anschließend verlegte man ihn an die Zentrale Antifa-Schule nach Krasnogorsk, wo er zunächst als Assistent eingesetzt wurde. Später arbeitete er dort als Lehrer, am Ende seiner Kriegsgefangenschaft sogar als leitender Lehrer.

### Politische Karriere in der DDR
Im Januar 1949 wurde Luthardt nach über fünf Jahren Kriegsgefangenschaft in die Sowjetische Besatzungszone entlassen. Seine weitere berufliche Tätigkeit war dabei vorher in der Sowjetunion schon akribisch geplant. Ab Februar 1949 wurde er zunächst als Mitarbeiter beim Hauptvorstand der erst im Mai 1948 gegründeten National-Demokratischen Partei Deutschlands (NDPD) angestellt. Diese Partei sollte vor allem ehemalige NSDAP-Mitglieder und Wehrmachtsangehörige politisch auffangen. Ihre leitenden Kader wurden in großer Mehrheit unter Wehrmachtsangehörigen, die sich in sowjetischer Kriegsgefangenschaft befanden, rekrutiert. Gleichzeitig begann Luthardt eine Tätigkeit als Lektor an der Schule für Nationale Politik, die sich zunächst in Buckow befand.
Im Juni 1949 wechselte er nach Potsdam, wo er bis zum 31. März 1951 als politischer Geschäftsführer des NDPD-Landesvorstandes Brandenburg tätig war. Parlamentarisch vertrat Luthardt die Partei als Beratendes Mitglied der NDPD im Landtag des Landes Brandenburg vom Februar bis zum 15. Oktober 1950. In der zweiten Landtagswahlperiode war er bis zum 27. August 1951 Brandenburger Landtagsabgeordneter. Gleichzeitig vertrat er den Brandenburger Landtag ab dem 11. November 1950 bis zu seinem Ausscheiden in der Länderkammer der DDR, in der er von der ersten bis zur dritten Wahlperiode das Amt eines Vizepräsidenten innehatte. Parallel dazu begann Luthardt ab 1950 ein Fernstudium an der Deutschen Verwaltungsakademie in Forst Zinna, der späteren Deutsche Akademie für Staats- und Rechtswissenschaft, welches er 1954 als Diplomstaatswissenschaftler abschloss.
Ab April 1951 übernahm er ein neues Parteiamt, Luthardt wurde als stellvertretender Landesvorsitzender des NDPD-Landesverbandes Thüringen eingesetzt. Dieses Amt füllte er als hauptamtlicher Parteiangestellter aus. Gleichzeitig leitete er bis zu dessen Auflösung das Ehrengericht des Thüringer Landesverbandes. Da der Thüringer NDPD-Landesvorsitzende Walter König gleichzeitig Thüringer Finanzminister war, ist davon auszugehen, das Luthardt auch in Thüringen zu dieser Zeit die Hauptarbeit leistete. Zudem wurde er auch in Thüringen mit Wirkung vom 14. September 1951 Landtagsabgeordneter und parallel dazu zu einem der Vizepräsidenten des Landtages gewählt. Gleichzeitig war er nun Vertreter des Landes Thüringen in der Länderkammer der DDR, in der er von 1950 bis 1958 auch NDPD-Fraktionsvorsitzender war. Nach der Auflösung der Länder in der DDR im Juli 1952 übernahm Luthardt zunächst als hauptamtlicher Funktionär den Vorsitz des NDPD-Bezirksverbandes Erfurt und saß bis 1954 als Abgeordneter im Erfurter Bezirkstag.
Im Februar 1953 berief man ihn in eine neue Funktion, er war nun als hauptamtlicher Sekretär des Hauptausschusses der NDPD tätig. Gleichzeitig wurde er in den Parteivorstand der NDPD kooptiert. Allerdings blieb er zunächst bis 1954 noch in Erfurt wohnhaft, ehe er nach Berlin-Friedrichshagen umzog. In diesen Funktionen blieb Luthardt bis 1964 tätig, wobei er ab 1958 für die Personalpolitik und ab 1961 zusätzlich noch für den Bereich Organisation verantwortlich war und damit in dieser Zeit einer der einflussreichsten Funktionäre innerhalb der NDPD war. Darüber hinaus vertrat er von 1954 bis 1963 die NDPD im Potsdamer Bezirkstag.
1963 stellte die NDPD Luthardt als Kandidaten für die Wahlen zur Volkskammer auf. In der Folge war er für zwei Wahlperioden bis 1971 Volkskammerabgeordneter für die NDPD. 1964 schied Luthardt als Parteiangestellter aus, er wurde Mitglied des Präsidiums der NDPD, in dem er bis 1969 verblieb. Beruflich wechselte er zum Nationalrat der Nationalen Front, wo er als NDPD-Vertreter bis 1969 in dessen Sekretariat tätig war. Anschließend begann er eine Tätigkeit als Lehrstuhlleiter an der Hochschule für Nationale Politik, die sich als Zentrale Parteischule der NDPD mittlerweile in Waldsieversdorf befand. Bis 1972 war er noch Mitglied des Hauptausschusses der NDPD.
Nach schwerer Krankheit verstarb Luthardt 64-jährig am 19. November 1982.

## Kontakt zum MfS
Da Luthardt sehr zielgerichtet als Funktionär in der NDPD eingesetzt wurde, kam es bald zu seiner Zusammenarbeit mit dem Ministerium für Staatssicherheit. Am 1. September 1950 begann seine Tätigkeit für das MfS, ab dem 8. Januar 1951 wurde er als Geheimer Informator (GI) mit dem Decknamen Gerda geführt. Nach seinem Wechsel nach Thüringen berichtete Luthardt ab Mitte 1951 intensiv an die Thüringer Landesverwaltung für Staatssicherheit über Interna aus dem NDPD-Landesvorstand und beurteilte auch das Führungspersonal des Landesverbandes allen voran Walter König, den er heftig kritisierte. Im September 1953 wurde die Führung von Luthardt als GI zunächst beendet, da er nun seiner hauptamtlichen Stelle beim NDPD-Hauptausschuss von Amts wegen sowieso mit dem MfS zusammenzuarbeiten hatte. Von 1954 bis 1962 wurde er jedoch erneut als GI geführt, diesmal unter dem Decknamen Gerold. Anschließend arbeitete Luthardt wieder offiziell mit dem Ministerium zusammen.

## Ehrungen
- 1957 Vaterländischer Verdienstorden in Silber[3]
- 1978 Vaterländischer Verdienstorden in Gold[4]